# CX Большого Пса
CX Большого Пса (лат. CX Canis Majoris) — голубая переменная звезда в созвездии Большого Пса. Открытие объекта приписывают немецкому астроному Куно Хофмейстеру в 1931 году, хотя это достоверно не известно.
Объект является двойной системой типа β Лиры (полуразделённая переменная) с видимой звёздной величиной, изменяющейся от 9,9 до 10,6 с периодом 0,95462500 суток (22,911000 часа). Переменность впервые была открыта в 1931 году. Сомнения в наличии переменности возникли, поскольку в данных имеется разброс, а амплитуда переменности мала, но наличие переменности было подтверждено в 1949 году. Кривая блеска звезды напоминает кривую блеска Алголя и проявляет признаки наличия эффекта О’Коннелла, то есть у максимумов блеска есть ненулевая разность звёздных величин.
Температура второго компонента по оценкам составляет 10 600 K, а масса равна 3,4 M⊙. Спектральный класс второго компонента находится в пределах от B8 до A0.